# 圣洛朗代索姆
圣洛朗德索姆（法語：Saint-Laurent-des-Hommes，法語發音：[sɛ̃ loʁɑ̃ de.z‿ɔm]）是法国多尔多涅省的一个市镇，位于该省西部略偏南，属于佩里格区。

## 地名
“Saint-Laurent-des-Hommes”一名当中的“Hommes”在法语中本意为“男性”，但在这里却来源于“Ormes”（榆树）。

## 地理
圣洛朗德索姆（45°2'15"N, 0°15'12"E）面积31.94 平方千米，位于法国新阿基坦大区多爾多涅省，该省份为法国西南部内陆省份，是法國本土面积第三大的省，大致对应佩里戈尔地区，北起顺时针与夏朗德省、上维埃纳省、科雷兹省、洛特省、洛特-加龙省、吉倫特省和滨海夏朗德省接壤。
与圣洛朗德索姆接壤的市镇（或旧市镇、城区）包括：圣米歇尔德杜布勒、圣马夏尔达尔唐塞、蒙蓬-梅内斯泰罗勒、圣巴泰勒米-德贝勒加德、圣马丹拉斯捷、圣梅达尔德米西当、博普耶。
圣洛朗德索姆的时区为UTC+01:00、UTC+02:00（夏令时）。

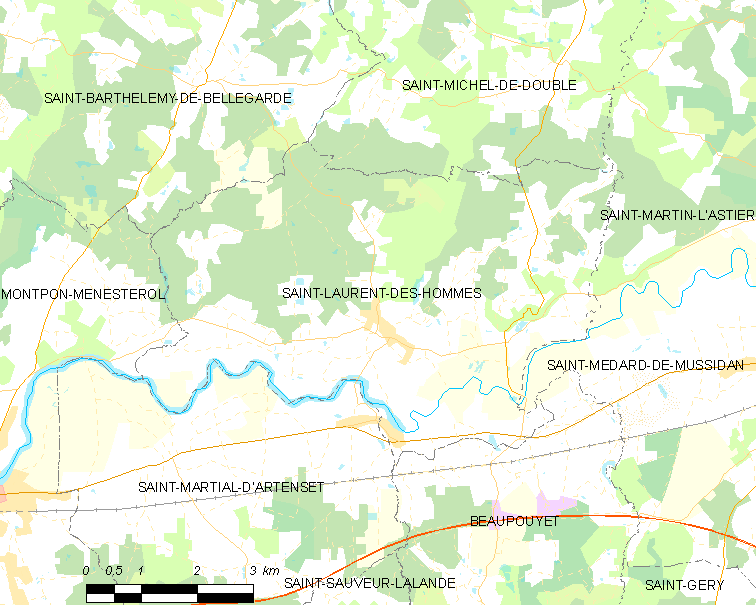
圣洛朗德索姆的OSM定位图

## 行政
圣洛朗德索姆的邮政编码为24400，INSEE市镇编码为24436。

## 政治
圣洛朗德索姆所属的省级选区为伊勒河谷县。

## 人口

1962-2008年间圣洛朗德索姆人口变化图示

圣洛朗德索姆于2022年1月1日时的人口数量为1022人。